# Charles Petit
Pour les articles homonymes, voir Petit.
Cet article possède un paronyme, voir Charles Pettit.

a Compétitions nationales et continentales officielles uniquement.

b Matchs officiels uniquement.
Charles Petit, né le 5 janvier 1903 à Saint-Ouen (Seine) et décédé le 21 janvier 1981 à Villeurbanne (Rhône), est un joueur international français de rugby à XV et de rugby à XIII dans les années 1920 à 1930.
En effectuant son service militaire à Valence-sur-Rhône, il côtoie les joueurs de rugby à XV le Tarbais Jean Clément et le Biterrois Raymond Causse, le premier lui prédestinant un grand avenir dans ce sport. A son retour de service, il est fait appel à lui pour dénicher des talents à vocation rugbytisque en Lorraine. Il s'engage alors au S.U. Lorrain. Il vit avec ce club son unique saison en Championnat d'Excellence en 1931-1932, et connaît, alors que le club joue en Championnat d'honneur, sa première et unique sélection française au Tournoi des Cinq Nations 1931 lors d'une rencontre perdue 35-3 face au pays de Galles où il marque l'unique essai français.
Lors de l'arrivée du néo-code de rugby, le rugby à XIII, importé par Jean Galia, C. Petit est l'un des premiers joueurs à rejoindre ce mouvement et prend part à la tournée des Pionniers en mars 1934. Une des têtes d'affiche du Championnat de France de rugby à XIII, il prend part pour la saison 1934-1935 à la création du R.C. Roanne en tant qu'entraîneur-joueur puis effectue quatre saisons à l'U.S. Lyon-Villeurbanne dans le même rôle. La Seconde Guerre mondiale éclate alors et le rugby à XIII est rapidement interdit, ce qui met un terme à sa carrière sportive. Après la guerre, le club lyonnais refait appel à lui pour entraîner l'équipe et remporte la Coupe de France en 1953 et 1954 puis occuper le rôle de directeur sportif.

## Famille
Charles Petit naît le 5 janvier 1903 à Saint-Ouen. Son père est Eugène Petit (1878-?) et sa mère Victorine Le Sourd (1867-1949). Charles est l'aîné d'une fratrie de 5 enfants : Victorine (1906-2005), Eugène (1906-1939), Pierre (1909-1967) et Pauline (1911-1974). Il se marie une première fois le 25 juin 1929 à Marie Soulage (1897-?), en la mairie de Nancy, divorcé le 12 juillet 1944 puis remarié une seconde fois le 7 mai 1960 avec Paulete Charnay à Villeurbanne. Il exerce le métier de limonadier. Il décède le 23 juin 1981 à Villeurbanne.

### Charles Petit: grand joueur du S.U. Lorrain et international français en rugby à XV
Composition de l'équipe de France :

### 1934: La tournée des Pionniers

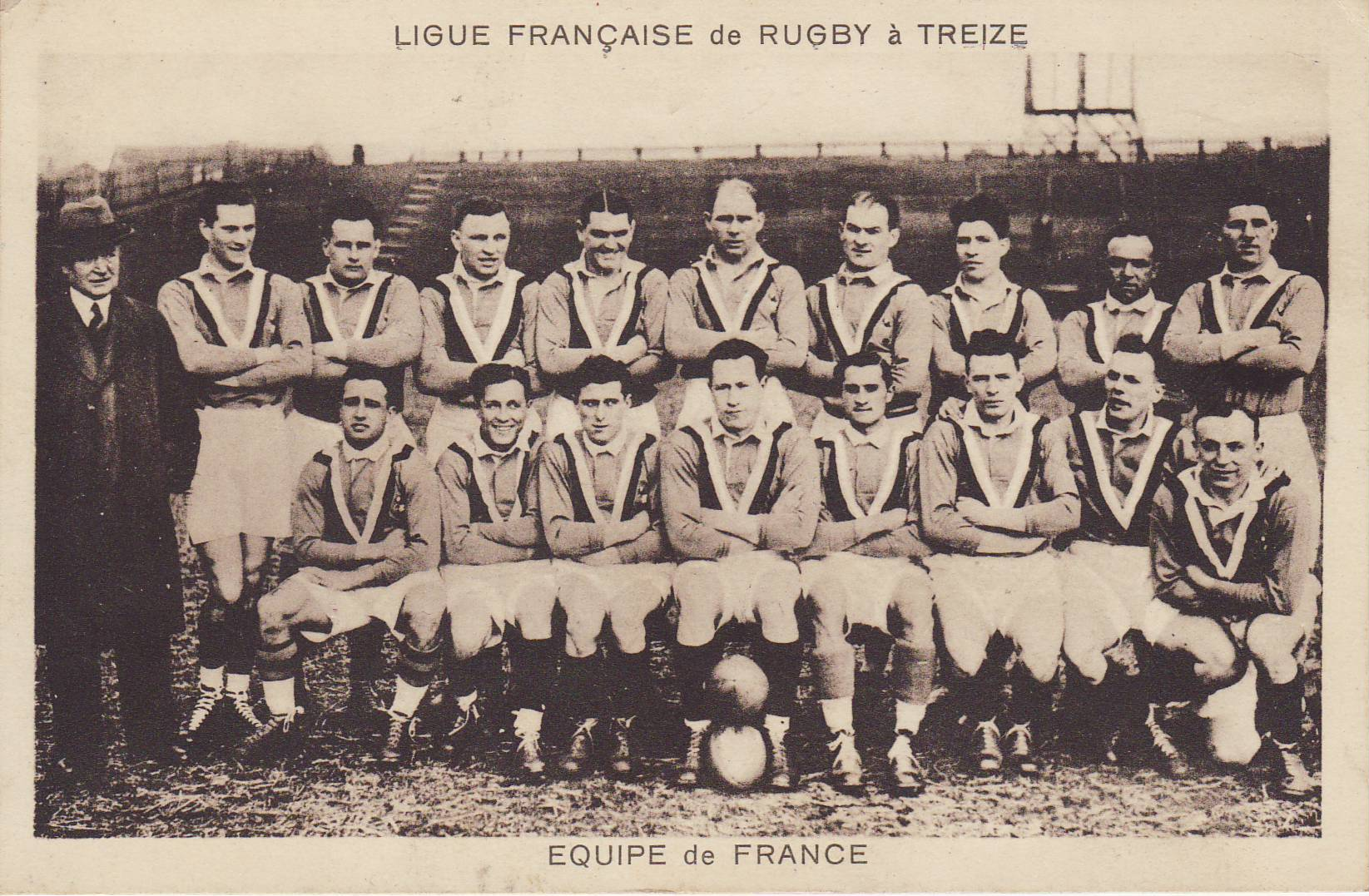
Les Pionniers, première manifestation française du rugby à XIII.

Fin 1933, Jean Galia, banni du rugby à XV, est à l'initiative de l'arrivée du rugby à XIII en France. Dans cette optique, il décide de convaincre de nombreux joueurs de le rejoindre. Charles Petit, à l'instar de nombreux joueurs de rugby à XV, y compris de nombreux internationaux, rejoignent ce mouvement. 
Pour la première manifestation du rugby à XIII en France, Jean Galia concocte une tournée d'une sélection française en Angleterre en mars 1934. C. Petit fait partie de cette sélection qui sera nommée « Les Pionniers », entouré par quelques-uns des grands du rugby à XV de l'époque désireux de dénoncer l'amateurisme marron du XV après avoir été bannis et de faire fructifier leurs talents au rugby, à l'instar de Joseph Carrère, Robert Samatan, Jean Duhau ou Charles Mathon. Cette tournée permet de lancer le mouvement treiziste en France et de créer de nombreux clubs tout en mettant en place un Championnat de France à partir de l'automne 1934.

## Palmarès

### Rugby à XV

#### Statistiques en club
| Saison  | Saison     | Championnat              | Championnat | Sélection | Sélection | Sélection | Sélection | Sélection | Sélection | Sélection |
| Saison  | Saison     | Comp.                    | Class.      | Comp.     | M         | Pts       | Ess.      | Buts      | Dp.       |           |
| ------- | ---------- | ------------------------ | ----------- | --------- | --------- | --------- | --------- | --------- | --------- | --------- |
| 1929-30 | SU Lorrain | Championnat d'honneur    |             |           |           |           |           |           |           |           |
| 1930-31 | SU Lorrain | Championnat d'honneur    |             | TN        | 1         | 3         | 1         | -         | -         |           |
| 1931-32 | SU Lorrain | Championnat d'excellence |             |           |           |           |           |           |           |           |
| 1932-33 | SU Lorrain | Championnat d'honneur    |             |           |           |           |           |           |           |           |
| 1933-34 | SU Lorrain | Championnat d'honneur    |             |           |           |           |           |           |           |           |

#### Détails en sélection
| Matchs internationaux de Charles Petit | Matchs internationaux de Charles Petit | Matchs internationaux de Charles Petit | Matchs internationaux de Charles Petit | Matchs internationaux de Charles Petit | Matchs internationaux de Charles Petit | Matchs internationaux de Charles Petit | Matchs internationaux de Charles Petit | Matchs internationaux de Charles Petit | Matchs internationaux de Charles Petit | Matchs internationaux de Charles Petit | Matchs internationaux de Charles Petit |
|                                        | Date                                   | Adversaire                             | Résultat                               | Compétition                            | Poste                                  | Points                                 | Essais                                 | Pen.                                   | Drops                                  |                                        |                                        |
| -------------------------------------- | -------------------------------------- | -------------------------------------- | -------------------------------------- | -------------------------------------- | -------------------------------------- | -------------------------------------- | -------------------------------------- | -------------------------------------- | -------------------------------------- | -------------------------------------- | -------------------------------------- |
| sous les couleurs de la France         |                                        |                                        |                                        |                                        |                                        |                                        |                                        |                                        |                                        |                                        |                                        |
| 1.                                     | 28 février 1931                        | Pays de Galles                         | 3-35                                   | Cinq Nations                           | Deuxième ligne                         | 3                                      | 1                                      | -                                      | -                                      |                                        |                                        |

### Rugby à XIII

#### En tant que joueur

##### Détails en sélection
| Matchs internationaux de Charles Petit | Matchs internationaux de Charles Petit | Matchs internationaux de Charles Petit | Matchs internationaux de Charles Petit | Matchs internationaux de Charles Petit | Matchs internationaux de Charles Petit | Matchs internationaux de Charles Petit | Matchs internationaux de Charles Petit | Matchs internationaux de Charles Petit | Matchs internationaux de Charles Petit | Matchs internationaux de Charles Petit | Matchs internationaux de Charles Petit |
|                                        | Date                                   | Adversaire                             | Résultat                               | Compétition                            | Poste                                  | Points                                 | Essais                                 | Pen.                                   | Drops                                  |                                        |                                        |
| -------------------------------------- | -------------------------------------- | -------------------------------------- | -------------------------------------- | -------------------------------------- | -------------------------------------- | -------------------------------------- | -------------------------------------- | -------------------------------------- | -------------------------------------- | -------------------------------------- | -------------------------------------- |
| sous les couleurs de la France         |                                        |                                        |                                        |                                        |                                        |                                        |                                        |                                        |                                        |                                        |                                        |
| 1.                                     | 15 avril 1934                          | Angleterre                             | 21-32                                  | Test-match                             | Deuxième ligne                         | -                                      | -                                      | -                                      | -                                      |                                        |                                        |
| 2.                                     | 16 février 1936                        | Angleterre                             | 7-25                                   | Coupe d'Europe                         | Troisième ligne                        | -                                      | -                                      | -                                      | -                                      |                                        |                                        |
| 3.                                     | 6 décembre 1936                        | Pays de Galles                         | 3-9                                    | Coupe d'Europe                         | Troisième ligne                        | -                                      | -                                      | -                                      | -                                      |                                        |                                        |
| 4.                                     | 21 mars 1937                           | Dominions                              | 3-6                                    | Test-match                             | Troisième ligne                        | -                                      | -                                      | -                                      | -                                      |                                        |                                        |
| 5.                                     | 11 avril 1937                          | Angleterre                             | 9-23                                   | Coupe d'Europe                         | Troisième ligne                        | -                                      | -                                      | -                                      | -                                      |                                        |                                        |
| 6.                                     | 1er novembre 1937                      | Empire Britannique                     | 0-15                                   | Test-match                             | Troisième ligne                        | -                                      | -                                      | -                                      | -                                      |                                        |                                        |
| 7.                                     | 1er janvier 1938                       | Australie                              | 6-35                                   | Test-match                             | Deuxième ligne                         | -                                      | -                                      | -                                      | -                                      |                                        |                                        |

##### Détails en club
| Saison    | Saison               | Championnat           | Championnat | Coupe           | Coupe      | Sélection | Sélection | Sélection | Sélection | Sélection | Sélection |
| Saison    | Saison               | Comp.                 | Class.      | Comp.           | Class.     | Comp.     | M         | Pts       | Ess.      | Buts      | Dp.       |
| --------- | -------------------- | --------------------- | ----------- | --------------- | ---------- | --------- | --------- | --------- | --------- | --------- | --------- |
| 1934-1935 | RC Roanne            | Championnat de France | 4e          | Coupe de France | 1/4 finale |           | 1         | -         | -         | -         | -         |
| 1935-1936 | US Lyon-Villeurbanne | Championnat de France | 1/2 finale  | Coupe de France | 1/4 finale | CE        | 1         | -         | -         | -         | -         |
| 1936-1937 | US Lyon-Villeurbanne | Championnat de France | 5e          | Coupe de France | 1/4 finale | CE        | 3         | -         | -         | -         | -         |
| 1937-1938 | US Lyon-Villeurbanne | Championnat de France | 1/4 finale  | Coupe de France | 1/4 finale |           | 2         | -         | -         | -         | -         |
| 1938-1939 | US Lyon-Villeurbanne | Championnat de France | 8e          | Coupe de France | 1/8 finale |           |           |           |           |           |           |

#### En tant qu'entraîneur
- Collectif : 
  - Vainqueur de la Coupe de France : 1953 et 1954 (U.S. Lyon-Villeurbanne).
  - Finaliste du Championnat de France : 1953 (U.S. Lyon-Villeurbanne).

#### Le rugby à XIII: le plus français du monde
1. 1 2  Bonnery 1996, p. 46.
2. ↑  Bonnery 1996, p. 49.